# 員弁町大泉
員弁町大泉（いなべちょうおおいずみ）は、三重県いなべ市の地名。旧員弁郡員弁町大泉。

## 地理
員弁町南部に存在する中心的集落で、員弁町成立以前は、旧大泉村の中枢として大泉村役場、大泉小学校などが置かれていた。大泉区として約110戸の戸数を有する。
員弁川の右岸の字「中島、上中島、下中島」から、河岸段丘地区の旧大泉東駅西側の本集落「字垣内」と、水田地帯の字「植田、堀田、三本松、出口、山上」、旧長宮駅周辺の字「長宮、宮の東」旧国道沿いの字「野郷、野中、熊戸」更に飛び地として涼仙ゴルフ倶楽部・トヨタ紡織・平古団地を含む、藤溜周辺の「字藤谷」とトヨタ車体敷地の「字茨谷」、桑名市との境界の協和池北方の「字水谷」を持つ。
大字松ノ木はかつては大字大泉の一部であったが、現在は別字となった。そのために飛び地ができている。飛び地は区の共有林だったが一部を除いて売却された。

### 隣接する地域
- いなべ市
  - 員弁町西方、員弁町大泉新田、員弁町松之木、員弁町松名新田、員弁町岡丁田、員弁町東一色、員弁町平古、員弁町北金井、員弁町畑新田、員弁町市之原、大安町梅戸、大安町大泉、大安町大井田
- 桑名市
  - 多度町古野、多度町美鹿

## 歴史
員弁川の右岸の右岸にあった旧大谷村が1449年（文安5年）　洪水で流失。菩提寺の西善寺とともに河岸段丘上に移転して作られた。
このあたりは長宮の森といわれ、春日神社があり湧き水も多かった。
大谷神社は旧大谷村にあったが洪水以降、春日神社に合祀された。
明治以降は北勢軽便鉄道の開通により、大泉東、長宮両駅周辺に商店街と集落が形成された。
戸数は明治初期が120戸と記録があるが現在は111戸である。人口は周辺地域のように農地の宅地化が進まないため
高齢化により減少している。
2003年（平成15年）に員弁郡4町合併により、員弁郡員弁町大字大泉から、いなべ市員弁町大泉となった。住民組織として大泉自治会を持つ。

## 世帯数と人口
2019年（令和元年）7月1日現在の世帯数と人口は以下の通りである。
| 町丁       | 世帯数  | 人口  |
| ---------- | ------- | ----- |
| 員弁町大泉 | 506世帯 | 720人 |

### 人口の変遷
国勢調査による人口の推移。
| 2005年（平成17年） | 392人 | [ 5 ] |  |
| 2010年（平成22年） | 371人 | [ 6 ] |  |
| 2015年（平成27年） | 316人 | [ 7 ] |  |

### 世帯数の変遷
国勢調査による世帯数の推移。
| 2005年（平成17年） | 119世帯 | [ 5 ] |  |
| 2010年（平成22年） | 118世帯 | [ 6 ] |  |
| 2015年（平成27年） | 112世帯 | [ 7 ] |  |

## 学区
市立小・中学校に通う場合、学区は以下の通りとなる。
| 番・番地等 | 小学校                 | 中学校               |
| ---------- | ---------------------- | -------------------- |
| 全域       | いなべ市立員弁東小学校 | いなべ市立員弁中学校 |

## 観光
長宮の森といわれる大谷神社は、落ち着いた風情を持ち、古代以来の静けさを保っている。
大泉橋周辺は、しらはえの釣り場として有名である。
ふれあいの駅うりぼうは地域の特産物販売所として人気を集めている。
大泉公園・長宮公園には廃止された両駅を顕彰する遺物がある。
大泉集落の中央には、地域環境を守る会が「めだか池」を管理している。このほか地域環境を守る会は、地域環境整備や住民参加行事を行っている。
8月14日には石取祭の派生したものと見られる「お盆祭礼山曳き」が隔年で行われている。

## 交通機関
地区内を三岐鉄道北勢線が縦断し、また旧国道421号線が東西に、県道9号線が南北に走る。
かつては地区内に大泉東駅と長宮駅の2つの駅を有したが、現在は統合した大泉駅がいなべ市南部の玄関口となっている。大泉駅は、パークアンドライド、バリアフリーなどを完備し、「日本鉄道賞・特別賞」を受賞している。
- 三岐鉄道北勢線大泉駅
- 三重交通バス 長宮
- いなべ市福祉バス大泉駅　大泉　JAいなべ大泉支店　長宮

## 主な施設
- いなべ市立員弁東小学校
- いなべ市員弁図書館（員弁東小学校内）
- ひまわり幼稚園
- JAいなべ大泉支店
- ふれあいの駅　うりぼう（農産物販売所）
- いなべこどもクリニック
- ミニストップ大泉店
- セブンイレブン大泉店
- 焼肉中華金城園
- アオキーズピザ員弁店
- 伊藤技研
- 十割そば　いと乃
- 涼仙ゴルフ倶楽部
- トヨタ車体
- トヨタ紡織
- 安藤製作所
- 飯田商会
- 安藤材木店
- 理容プリンス
- 大泉電気

## 出身者
- 四海波静太夫 - 力士

## その他

### 日本郵便
- 郵便番号 : 511-0224[3]（集配局：東員郵便局[10]）。